# Vilson Lila
Vilson Lila (sinh 6 tháng 10 năm 1989) là một cầu thủ bóng đá Albania hiện tại thi đấu cho KS Kastrioti ở Giải bóng đá hạng nhất quốc gia Albania.